# 绍兴路 (杭州)

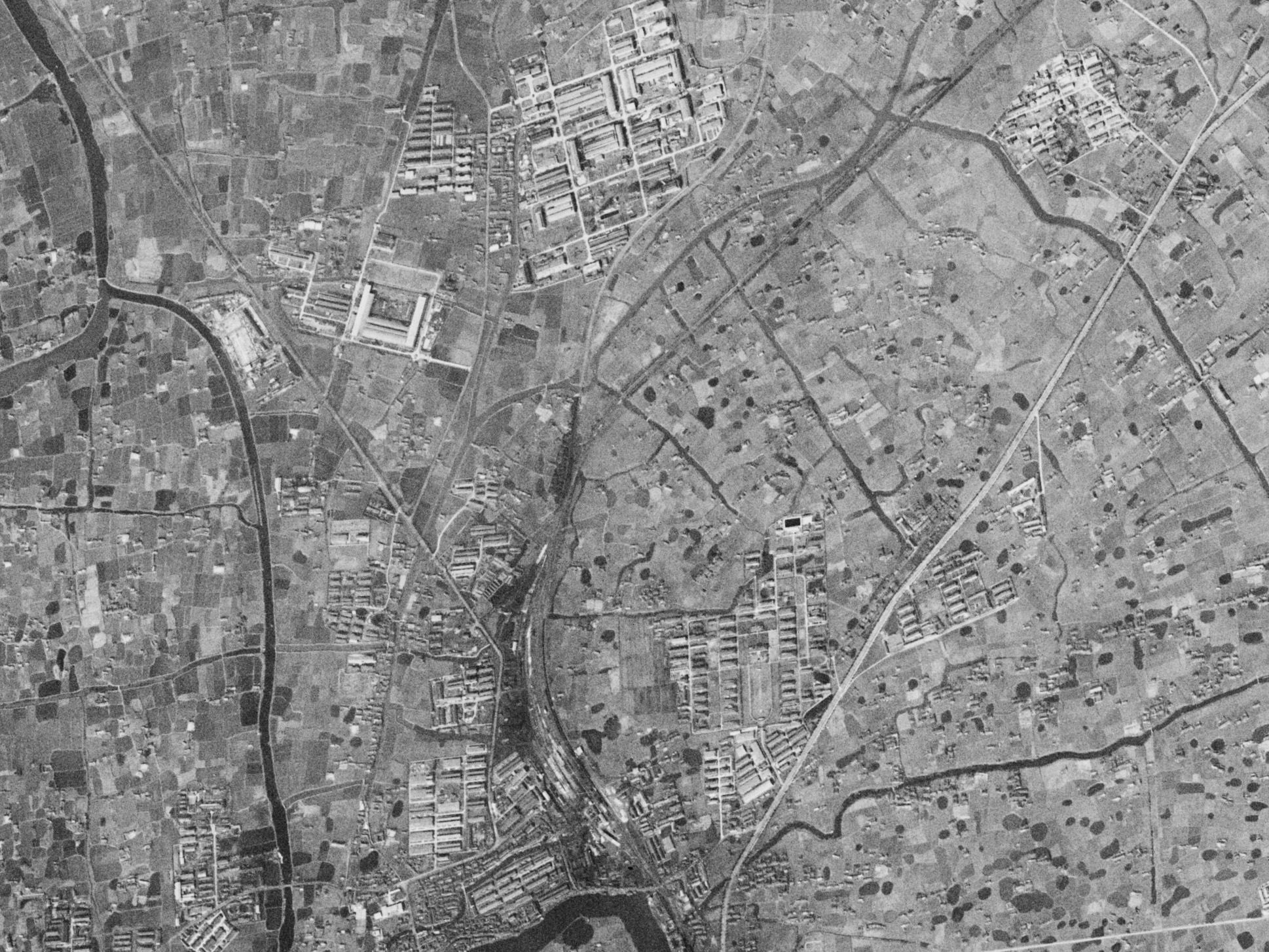
艮山门站及西侧绍兴路卫星图（1969年）

大关立交桥为东新路上跨绍兴路之设施

绍兴路是杭州市区一条南北向的道路，以绍兴命名。绍兴路南起朝晖路，北过沈塘湾桥后向西进入拱宸桥区片，终于舟山路交叉路口。拱宸桥街道内道路大多以浙江省城市命名，民国时期并不存在绍兴路，中华人民共和国成立后首次命名舟山路，随后又有绍兴路之命名。绍兴路由原江墅铁路改建而来。1937年日军侵入杭州后，江墅铁路停止运营，部分路轨被日军拆除，1944年前艮山门至拱宸桥路段路轨已经全部消逝。1949年以后，政府在江墅铁路路基上修筑公路，并命名为绍兴路。舟山路后成为上塘高架一部分，只剩下舟山东路，绍兴路遂止于上塘路。
2004年起，绍兴路的德胜路到香积寺路路段被开辟为“汽车街”，拥有12家不同品牌的4S店，被全国步行街商业委员会评为“中国特色商业街”。

## 相交道路
| 道路名称 | 地标                                                                     | 公交车站                                   | 地铁站    |
| -------- | ------------------------------------------------------------------------ | ------------------------------------------ | --------- |
| 朝晖路   | 文晖大桥 杭州市医保局 打铁关历史文化陈列馆 和平广场 浙江工业大学朝晖校区 | 建国北路文晖路口 文晖大桥西                | 15打铁关  |
| 东新路   | 文晖大桥 杭州市医保局 打铁关历史文化陈列馆 和平广场 浙江工业大学朝晖校区 | 打铁关 和平广场 焦家村                     | 15打铁关  |
| 潮王路   | 文晖大桥 杭州市医保局 打铁关历史文化陈列馆 和平广场 浙江工业大学朝晖校区 | 打铁关 和平广场 焦家村                     | 15打铁关  |
| 长岳街   | 文晖大桥 杭州市医保局 打铁关历史文化陈列馆 和平广场 浙江工业大学朝晖校区 | 打铁关 和平广场 焦家村                     | 15打铁关  |
| 德胜中路 | 浙江工业大学朝晖校区                                                     | 德胜里、德胜新村南                         |           |
| 香积寺路 | 杭州城北体育公园                                                         | 绍兴路香积寺路口 大关小区 香积寺路白石巷口 |           |
| 沈半路   | 浙大城市学院附属学校 国际关系学院杭州校区                                | 上绍路                                     |           |
| 东教路   | 浙大城市学院附属学校 国际关系学院杭州校区                                | 上绍路                                     |           |
| 上塘路   | 杭州育才中学 树人小学                                                    | 绍兴新村 上塘路绍兴路口 登云路新昌路口     | 5拱宸桥东 |